# Cyclea debiliflora
Cyclea debiliflora là một loài thực vật có hoa trong họ Biển bức cát. Loài này được Miers mô tả khoa học đầu tiên năm 1871.